# Michael Ettmüller

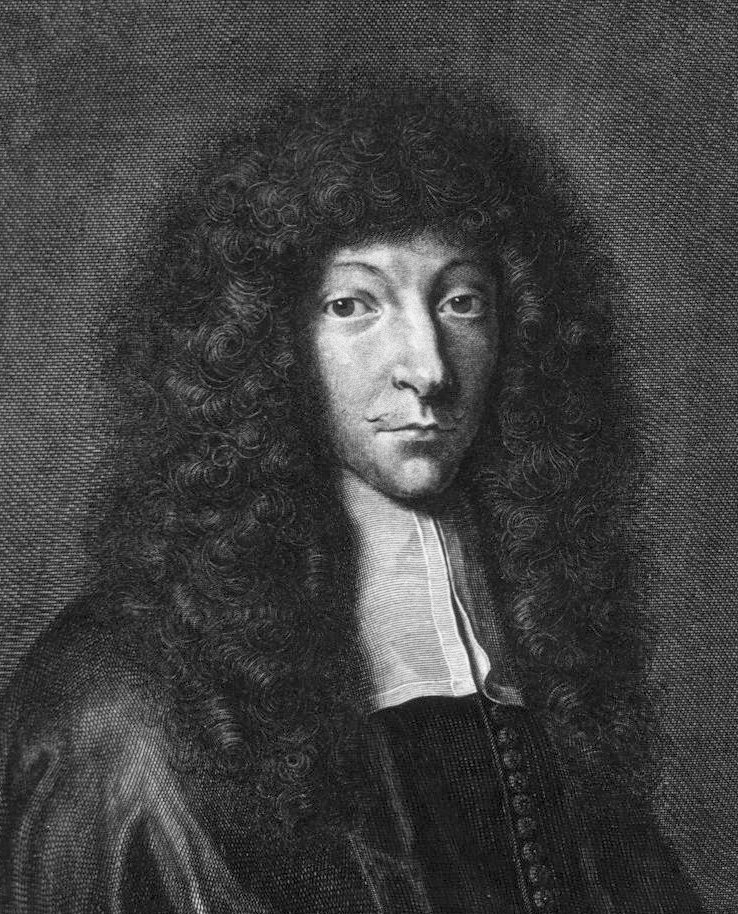
Michael Ettmüller

Michael Ettmüller (* 26. Mai 1644 in Leipzig; † 9. März 1683 ebenda) war ein deutscher Mediziner, Chirurg und Botaniker.

## Leben
Michael Ettmüller studierte in Leipzig und Wittenberg Philosophie und Medizin, wurde 1663 Bakkalaureus, 1666 Lizenziat der Medizin. Anschließend unternahm er eine Studienreise, die ihn über Turin, Neapel, Paris und England nach Leiden führte. Von dort riefen ihn seine Eltern vorzeitig nach Leipzig zurück. 1668 wurde er in Leipzig promoviert, 1676 zum Privatdozenten an der medizinischen Fakultät habilitiert, 1681 zum Professor der Botanik berufen und bald darauf zum a. o. Professor der Chirurgie ernannt. Er starb jung an einem Lungenleiden. Die meisten seiner Schriften wurden nach seinem Tod durch seinen Sohn Michael Ernst Ettmüller herausgegeben.
Am 20. Oktober 1670 wurde er zum Mitglied (Matrikel-Nr. 36) der Leopoldina gewählt.
Ettmüller war ein eifriger Verfechter der Chemiatrie und chemische Medikamente dominierten in seinen Therapieempfehlungen. In seinem 158 Seiten umfassenden Werk über Chymia rationalis et experimentalis (1684) zitierte er aus den chemischen und pharmakologischen Werken von nicht weniger als 70 Autoren, darunter Helmont (24 Mal), Paracelsus (21 Mal), Zwelfer (17 Mal), Basilius Valentinus (13 Mal), Becher (9 Mal), Tachenius (7 Mal), Schroeder (6 Mal), Pierre Potier (1581–1640) (6 Mal), Sala, Boyle, Croll, Glauber, Hartmann und Johann Michael (1606–1667) (je 5 Mal).
Michael Etmüller beschrieb 1668 die Indikationen für intravenöse Injektionen.
Michael Ettmüller erwähnte die mania sine delirio, ein Konzept, das in der Geschichte der Psychiatrie, vermittelt über die manie sans délire Pinels, als Vorläufer der Monomanielehre Esquirols betrachtet wird.

## Schriften

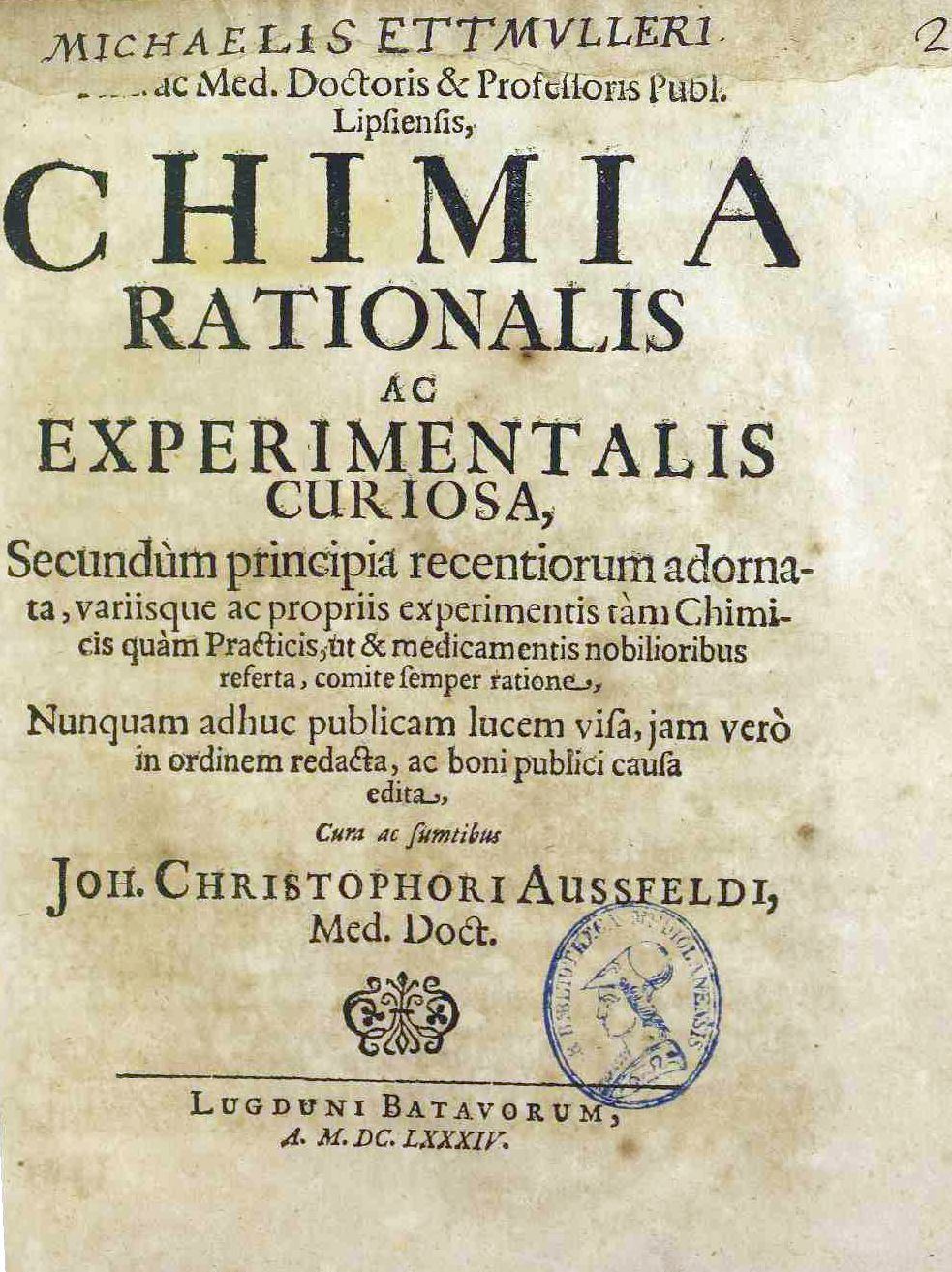
Chimia rationalis ac experimentalis curiosa, 1684

- Dissertationem medicam De chirurgia infusoria. Respondente G. F. Stirio [d. i. Georg Friedrich Stier]. Nicolaus Scipio, Leipzig 1668 (Digitalisat)
  - Nouvelle pratique de chirurgie medicale et raisonnee … avec divers remedes et une dissertation sur l’infusion des liqueurs dans les vaisseaux. Jean Aubie, Amsterdam 1691 (Digitalisat)
- Medicina Hippocratis chymica. Arnold Doude, Leiden 1671 (Digitalisat)
- De virtute opii diaphoretica dissertatione. Bielkius, Leipzig und Jena 1682 (Digitalisat)
- Johann Christoph Ausfeldt (Herausgeber). Michaelis Ettmülleri Chimia rationalis ac experimentalis curiosa : secundum Principia Recentiorum adornata, variisque ac propriis Experimentis tam chimicis quam practicis, ut et Medicamentis nobilioribus referta ; Comite semper Ratione, nunquam adhuc publicam Lucem visa, jam vero in Ordinem redacta, ac Boni publici causa edita  Leiden 1684 (Digitalisat)
  - Nouvelle chymie raisonnée. Thomas Amaulry, Lyon 1693 (Digitalisat)

### Opera ominia
- Georg Franck von Franckenau (Herausgeber). Zunner, Frankfurt am Main 1688 (Digitalisat)
- Michael Ernst Ettmüller (Herausgeber). Georg Gallet, Amsterdam 1702 (Digitalisat)
- Neapel. Novelli de Bonis, Neapel 1728 Band I (Digitalisat), Band II (Digitalisat), Band III (Digitalisat), Band IV (Digitalisat), Band V (Digitalisat)

### Opera medica
- Johann Caspar Westphal (Herausgeber). Zunner, Frankfurt am Main 1696 (Digitalisat)
- Michael Ernst Ettmüller (Herausgeber). 
  - Zunner, Frankfurt am Main 1708 Band I (Digitalisat), Band II, Teil 1 (Digitalisat), Band II, Teil 2 (Digitalisat)
  - De Tournes, Genf 1736 Band I (Digitalisat), Band II (Digitalisat), Band III (Digitalisat), Band IV (Digitalisat)

### Von Michael Ettmüller betreute Dissertationen
- Emanuel Blum. De Dolore Hypochondriaco, vulgo sed falso putato Splenetico. Leipzig 1671 (Digitalisat)
- Theophil Müller. De medicis balneis artificialibus. Leipzig 1672 (Digitalisat)
- Georg Heintke. Valetudinarium infantile. Leipzig 1675 (Digitalisat)
- Zacharias Neukrantz. Abstrusum respirationis humanae negotium : exulante famosa vacui fuga, ex genuinis gravissimi huius argumenti phainomenōn causis plenius erutum. Leipzig 1676 (Digitalisat)
- Maximilian Preuß. Parva Magnorum Morborum Initia. Leipzig 1676 (Digitalisat)
- Adam Sigiamundus Scholtz. Cerebrum orcae vulgari supposititia Spermatis Ceti Larva de velatum. Leipzig 1678. (Digitalisat)
- Johann Acoluth. Virtutem opii diaphoreticam. Leipzig 1679 (Digitalisat)
- Georg Melchior Widemann. Disputatio Medica De Corpulentia Nimia. S. l. 1681 (Digitalisat)
- Johann Wilhelm Pauli. Exercitationem Therapeuticam De Praecipitantium vero Usu Feroque Abusu. Leipzig 1681 (Digitalisat)
- Johannes Mattheus Merckell. Exercitatio Medica sistens Ideam Praescribendarum Formularum. Leipzig 1682 (Digitalisat)
- Gottfried Weinlig. Disputationem Medicam De Epilepsia. Leipzig 1683 (Digitalisat)
- Johannes Christoph Troppanniger. Dissertatio Medica De Malohypochondriaco. Leipzig 1684 (Digitalisat)